# Chaturanga

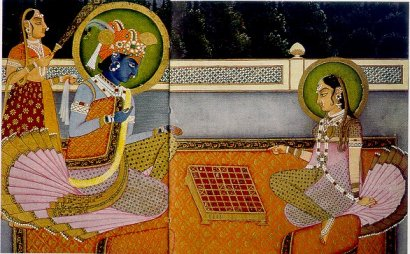
Krishna en Radha spelen chaturanga.

Chaturanga (Sanskriet: चतुरङ्ग , spreek uit: 'tsjatoeranga') is de naam van een bordspel dat al in de 6e eeuw in India werd gespeeld, en in het algemeen als de voorloper van zowel het moderne westerse schaakspel alsook van het Chinese xiangqi wordt gezien. Chaturanga wordt heden ten dage nog in India gespeeld.

## Doel
Het doel van het spel is de vijandelijke koning te veroveren. Dit gebeurt evenals in het westerse schaken en xiangqi door hem mat te zetten, dat wil zeggen op een zodanige manier te bedreigen dat er geen verdediging meer mogelijk is. In tegenstelling tot bij het westerse schaken is pat geen remise, maar een overwinning voor de partij die pat gezet wordt. Dit in lijnrechte tegenstelling tot xiangqi, waar pat juist een overwinning is voor degene die zijn tegenstander pat zet.

## Beschrijving van het materiaal

### Het bord

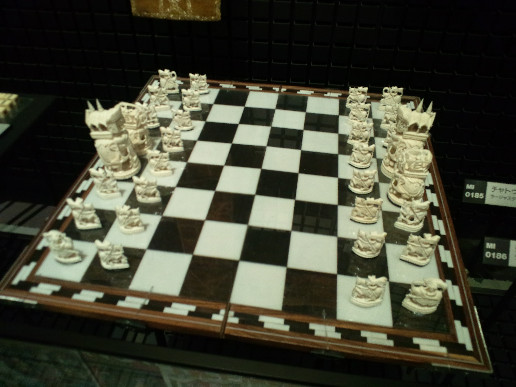
Een Chaturanga set. Merk op dat de velden gewoonlijk uniform gekleurd zijn.

Het bord bestaat net als bij het huidige schaakspel uit 64 velden, gerangschikt in een vierkant van 8 × 8 velden. In tegenstelling tot het huidige schaakspel zijn de velden echter niet om-en-om zwart en wit, maar allemaal van gelijke kleur. Soms zijn enkele velden gedecoreerd met kruizen, maar deze zijn zonder (bekende) betekenis.
De onderste en bovenste twee rijen zijn bij spelaanvang bezet door stukken en pionnen. De stukken zijn vergelijkbaar met westerse stukken (zie ook hieronder), de beginopstelling is vrijwel identiek. Het enige verschil is dat de zwarte koning op d8 staat in plaats van op e8.

### De stukken
Beide spelers hebben bij aanvang van het spel de beschikking over de volgende stukken:
- 1 koning, identiek aan de koning in het westerse schaakspel
- 1 generaal, zeer vaag vergelijkbaar met de dame (want veel zwakker, zie verderop)
- 2 olifanten, vaag vergelijkbaar met de loper
- 2 paarden, identiek aan het westerse paard
- 2 torens (of strijdwagens), identiek aan de westerse toren
- 8 pionnen of soldaten, vrijwel identiek aan de westerse pion

De legers van 16 stukken waarmee beide spelers aldus het spel aanvangen, worden van elkander onderscheiden met kleuren of decoraties. De kleuren groen en rood zijn het meest gangbaar. Rood en zwart, of wit en zwart, zijn minder gangbaar in het Indiase spel. 

## Spelregels

### Beweging van de stukken
De stukken zetten als volgt:
- De koning zet als een westerse koning, dat wil zeggen 1 veld per zet in iedere gewenste richting, maar heeft daarnaast het recht om eens per spel een paard-zet te doen, mits hij ervoor nog niet schaak heeft gestaan. De rokade bestaat niet.
- De generaal zet 1 veld per zet, en alleen diagonaal.
- De olifant zet twee velden diagonaal, en mag daarbij eventueel springen over een stuk dat op het tussenliggende veld staat.
- Het paard zet net zoals een westers paard, dat wil zeggen 1 veld horizontaal of verticaal gevolgd door 1 veld diagonaal, per zet. Springen over stukken is toegestaan.
- De toren of strijdwagen zet als een westerse toren, dat wil zeggen zoveel velden horizontaal of verticaal als gewenst, zonder over andere stukken heen te gaan.
- De pion of soldaat beweegt en slaat als een westerse pion, maar heeft alleen niet de mogelijkheid om bij zijn eerste zet een dubbele stap te doen (en daarmee is dus ook het en passant slaan niet van toepassing).

Alle stukken (met uitzondering van de pion of soldaat) slaan zoals ze zetten.

### Promotie
Pionnen of soldaten kunnen promoveren wanneer ze de laatste rij van het bord bereiken, maar alleen naar het type stuk dat bij aanvang van het spel op het promotieveld stond. Zo kan bijvoorbeeld een pion die naar b8 gaat alleen promoveren tot paard. Daarnaast kan een promotie alleen plaatsvinden wanneer de speler al een stuk verloren heeft van de soort waarnaar gepromoveerd wordt, dus de pion die naar b8 gaat promoveert alleen tot paard wanneer de witspeler al een paard verloren heeft tijdens het spel. Een gevolg van deze regels is dat pionnen nooit op e1 of d8 promoveren, aangezien daar bij aanvang van het spel de beide koningen staan.